# Liquiñe
Liquiñe är en ort i Chile.   Den ligger i provinsen Provincia de Valdivia och regionen Región de Los Ríos, i den södra delen av landet, 700 km söder om huvudstaden Santiago de Chile. Liquiñe ligger 287 meter över havet och antalet invånare är 1 205.
Terrängen runt Liquiñe är bergig åt nordost, men åt sydväst är den kuperad. Liquiñe ligger nere i en dal. Runt Liquiñe är det glesbefolkat, med 11 invånare per kvadratkilometer.. Det finns inga andra samhällen i närheten.
I omgivningarna runt Liquiñe växer i huvudsak blandskog.